# I Can't Go On
"I Can't Go On" er en sang fremført af Robin Bengtsson som deltog i Eurovision Song Contest 2017 for Sverige. Sangen opnåede en 5. plads.

## Eksterne kilder og henvisninger
| Musik | Spire Denne musikartikel er en spire som bør udbygges. Du er velkommen til at hjælpe Wikipedia ved at udvide den. |